# Вуду
Вуду, такође познат као Водун у Бенину и Водоу у Хаитију је назив који се примењује за сродне религије и култове који свој корен имају у анимистичко-спиритистичкој традицији западне Африке.
Корен му се може наћи међу Фон-Ewe народом западне Африке, у земљи која се данас зове Бенин, а некад је била позната као Краљевина Дахомеј, где Водун представља националну религију с више од 7 милиона следбеника. Долази од водун, Фон-Ewe ријечи за духа.
Уз Фон и дахомејске традиције које су остале у Африци, развиле су сродне вуду традиције у Новом свету као последица трансатлантске афричке трговине робљем.
Осим Бенина, афрички Водун и сродни култови се могу пронаћи у Тогоу, Гани, Доминиканској Републици, Порторику, Куби, Бразилу, Хаитију и на Зеленортским Острвима. На америчком континенту дошло је до стапања вуду традиција с католицизмом. На Куби се Фон традиције називају La Regla Arara, док су у Бразилу међу бившим робовима еволуирале у Jeje Vodun.
Вуду се често, захваљујући утицају популарне културе у 20. веку, повезује с црном магијом, па је с временом постојао колоквијални синоним за њу.

## Теологија и пракса
Вуду космологија се усредсређује на вуду духове и друге елементе божанске суштине који управљају Земљом, хијерархијом која се креће од главних божанстава која управљају силама природе и људским друштвом до духова појединачних потока, дрвећа и стена, као и десетине етничких водуа, бранилаца одређеног клана, племена или нације. Воду су центар верског живота. Уочене сличности са римокатоличким доктринама, као што је посредовање светаца и анђела, омогућиле су воду да изгледа компатибилно са католичанством и помогло је у стварању синкретичких религија као што је хаићански вуду. Присталице такође наглашавају обожавање предака и сматрају да духови мртвих живе раме уз раме са светом живих, при чему свака породица духова има своје женско свештенство, понекад наследно када се традиција преноси од мајке до ћерке.
Обрасци обожавања прате различите дијалекте, духове, обичаје, песме и ритуале. Божански Створитељ, који се различито назива Маву или Маху, је женско биће. Она је старија жена, и обично мајка која је нежна и опраштајућа. Она је такође виђена као бог који поседује све друге богове, чак и ако не постоји храм у њено име, људи настављају да јој се моле, посебно у временима невоље. У једној традицији родила је седморо деце. Сакпата: вуду Земље, Ксевиосо (или Ксебиосо): вуду грома, такође повезан са божанском правдом, Агбе: вуду мора, Гу: вуду од гвожђа и рата, Аге: вуду пољопривреде и шума, Јо: вуду ваздуха и Легба: вуду непредвидивог.
Створитељ отелотворује двоструки космогонијски принцип чији су Маву месец и Лиза сунце женски и мушки аспект, често приказани као деца близанци Створитеља. Лиза је бог сунца који доноси дан и топлоту, а такође снагу и енергију. Маву, богиња месеца, која пружа хладноћу ноћи, мир, плодност и кишу. Да би се ово сажето приказало, пословица каже „Када Лиза казни, Маву опрашта.
Легба се често представља као фалус или као човек са истакнутим фалусом. Познат као најмлађи син Мавуа, он је поглавар свих божанстава вудуа; у његовом дијаспорском приказу, Легба се верује да је веома стар човек који хода на штакама. Пошто је стар, види се као мудар, али када се види као дете он је бунтовник. Само кроз контакт са Легбом постаје могуће контактирати друге богове, јер је он чувар на вратима духова. Дан, који је Мавуов андрогени син, представљен је као змија дуге, и требало је да остане са њом и да делује као посредник са њеним другим креацијама. Као посредник између духова и живих, Дан одржава равнотежу, ред, мир и комуникацију.
Други популарни лоа, или духовни ентитети, укључују Азаку који влада пољопривредом, Ерзули има власт над љубављу и Огуну који је задужен за рат, одбрану и који стоји на стражи.
Сва творевина се сматра божанским и стога садржи моћ божанског. Тако се схватају лекови као што су биљни лекови и објашњава свеприсутну употребу светских предмета у верским ритуалима. Вуду талисмани, звани „фетиши”, су предмети као што су статуе или осушени делови животиња или људи који се продају због својих лековитих и духовно подмлађујућих својстава. Конкретно, то су објекти у којима живе духови. Ентитети који насељавају фетиш су у стању да обављају различите задатке у складу са својим степеном развоја. Фетиш објекти се често комбинују у изградњи „светилишта”, која се користе за изазивање специфичних вудуа и њихових повезаних моћи.

## Западноафрички култ Водуна и хришћанска литургија
На 10. јубиларној конференцији млађих теолога и студената докторских студија која је одржана 28. фебруара – 1. марта 2020. у Јегри у Мађарској Адечина Самсон Такпе је одржала предавање на тему „Западноафрички Водун култ и хришћанска литургија. Поређење у хришћанској перспективи”.

## Демографија
Око 17% становништва Бенина, око 1,6 милиона људи, следи вуду. (Ово не обухвата друге традиционалне религије у Бенину.) Поред тога, многи међу 41,5% становништва које себе називају „хришћанима“ практикују синкретизовану религију, која се не разликује од хаићанског вудуа или бразилског кандомблеа; заиста, многи од њих потичу од ослобођених бразилских робова који су се населили на обали близу Виде.
У Тогу, око половина становништва практикује аутохтоне религије, од којих је вуду далеко највећи, са око 2,5 милиона следбеника; међу народом Еве у Гани може бити још милион вуду следбеника, јер 13% од укупне популације Гане од 20 милиона чине та етничка група, а 38% Ганаца практикује традиционалну религију. Према подацима са пописа, око 14 милиона људи практикује традиционалну религију у Нигерији, од којих већина Јоруба практикује ифу, али није доступна конкретна анализа.
Европски колонијализам, праћен неким од тоталитарних режима у западној Африци, покушали су да потисну вуду као и друге традиционалне религије. Међутим, пошто су вуду божанства рођена у сваком клану, племену и нацији, а њихово свештенство је кључно за одржавање моралног, друштвеног и политичког поретка и темеља предака у свом селу, ови напори нису били успешни. Недавно су постојали потези да се врати место вудуа у националном друштву, као што је годишња Међународна вуду конференција која се одржава у граду Вида у Бенину од 1991. године.